# عبد الخالق عبد اللطيف
عبد الخالق عبد اللطيف هو شاب مصري ـ قيل إنه مختل عقليًا ـ حاول اغتيال سعد زغلول في يوليو 1924.

## محاولة الاغتيال
في 12 يوليو 1924، قام عبد الخالق عبد اللطيف بإطلاق الرصاص على سعد زغلول باشا في محطة القاهرة، أثناء استعداده للسفر إلى إنجلترا لإجراء مفاوضات مع حكومة حزب العمال في شأن القضية المصرية، وفقًا لتقارير الصحافة المعاصرة، حافظ سعد زغلول على رباطة جأشه رغم إصابته في صدره، وعولج من جراحه في مستشفى الدكتور علي رامز إبراهيم.